# Miguelturra
Miguelturra település Spanyolországban, Ciudad Real tartományban. Miguelturra Almagro, Ciudad Real, Carrión de Calatrava és Ciudad Real községekkel határos. Lakosainak száma 15 834 fő (2024).

## Népesség
A település népessége az elmúlt években az alábbi módon változott:
| Lakosok száma | 10 280 | 11 344 | 12 354 | 13 986 | 14 517 | 14 967 | 15 133 | 15 368 | 15 658 | 15 834 |
|               | 2001   | 2004   | 2006   | 2009   | 2011   | 2014   | 2016   | 2019   | 2021   | 2024   |

## Testvérvárosai
- Nagykálló

(Magyarország)